# Käßlitz
Käßlitz ist ein Ortsteil von Heldburg im Landkreis Hildburghausen in Thüringen.

## Lage
Käßlitz liegt im Heldburger Land zwischen bewaldeten Hügeln am südlichsten Zipfel Thüringens an der Kreisstraße 502. Die Gemarkung liegt östlich, südlich und westlich an der Grenze zu Bayern. Das Nachbardorf ist Poppenhausen.

## Geschichte
Mit dem Bau einer Burg im Sumpf begann die Besiedlung der Umgegend. Laufend haben sich die Besitzverhältnisse geändert. Die urkundliche Ersterwähnung fand am 9. Dezember 1157 statt. Nicht nur in der DDR gab es Grenzprobleme, sondern schon zu Zeiten der Sächsischen Landwehr. Zwischen Poppenhausen, Gleismuthhausen und Käßlitz verlief die Landwehr zwischen dem kursächsischen Amt Heldburg innerhalb der Pflege Coburg und der Grafschaft Henneberg, nachdem die Pflege Coburg in der zweiten Hälfte des 14. Jahrhunderts von den fränkischen Henneberger Grafen an die obersächsischen Wettiner gefallen war.
Die Grundherrschaft besaßen jahrelang die Herren von Lichtenstein. Nach dem Tod des Letzten derer von Lichtenstein fiel Käßlitz an das Kloster Banz und später an das Hochstift Würzburg, das seine Rechte teilweise veräußerte. 1839 kam der Ort schließlich zum Herzogtum Sachsen-Meiningen.
103 Einwohner leben im Ortsteil.
Südlich der Gemeinde nahe der Landesgrenze liegt das 67,9 ha große Naturschutzgebiet Alstergrund mit Grenzstreifen.

## Kirche
- Zur Ruhe Gottes (Käßlitz)